# Macario più
Macario più è stato un programma televisivo italiano, trasmesso da Rai 1 nel 1978, condotto dall'attore Erminio Macario, dal 18 novembre, per un periodo di sei puntate, ogni sabato sera.
Incentrato sulla carriera teatrale, cinematografica e di rivista dell'attore, ripercorre gli anni della sua carriera, accompagnato da alcune delle protagoniste dello spettacolo a lui legate professionalmente, soubrette come Sandra Mondaini, Rita Pavone e Marisa Del Frate, primedonne fisse del ciclo.
Ogni puntata veniva introdotta da Macario insieme alla giovane soubrette Tiziana Pini.

## Le puntate
Per la prima volta l'attore torinese appare in un programma televisivo a colori. L'antologia di Macario in sei puntate, sul modello del precedente Macario uno e due (1975), narra in una sintesi fedele, riproposte per quadri, gli estratti ricavati dalle migliori riviste e commedie teatrali di maggior successo, firmate dagli autori Bruno Corbucci e Mario Amendola, con la collaborazione di Vito Molinari che ne è anche il regista.
Le musiche furono elaborate dal maestro Mario Bertolazzi, i costumi disegnati da Enrico Rufini e le scene da Gianni Villa. Le coreografie sono di Toni Ventura.
Ogni puntata è divisa in due parti distinte e separate:  da un lato, la commedia semidialettale, borghese e popolare, e dall'altro lato, la commedia musicale, un tempo fatta di scenari fastosi con la "storica" passerella, le canzoni, le ballerine.
Tre monologhi s'intersecano all'inizio, a metà e alla fine di ogni trasmissioni, all'interno di una fantasiosa biblioteca multimediale, a metà strada fra la rivistoteca e la commedioteca.
Vengono presentate tre commedie e suddivise un atto per ciascuna puntata: « Carlin Cerutti, sarto per tutti » (1974), con Sandra Mondaini, « Che quarantotto in casa Ciabotto » (1971), con Marisa Del Frate, « Due sul pianerottolo » (1976) con Rita Pavone. Mentre le commedie musicali riprese sono sei, una per ciascuna puntata. In ordine di apparizione sono: « E tu biondina » (1956) e « Follie di Amleto » (1947-'48) con Sandra Mondaini (prime due puntate); « Chiamate Arturo 777 » (1958) e « Febbre azzurra » (1944-'45), con Marisa Del Frate (terza e quarta puntata); « Oklabama » (1949) e « Le educande di San Babila » (1947) con Rita Pavone (quinta e sesta puntata). 
Partecipano inoltre alle trasmissioni il figlio Alberto Macario e Elisabetta Viviani.

## Fonti
- RaiUno archivio 1978 [collegamento interrotto], su raiuno.rai.it.